# Poison Ivy League
"Poison Ivy League" er en popsang komponeret af Bill Giant, Bernie Baum og Florence Kaye og sunget af Elvis Presley til filmen Roustabout (Gøglerkongen på dansk). Sangen blev udsendt i 1964 på soundtracket fra filmen, og den blev indspillet den 2. marts 1964 i Radio Recorders i Hollywood. Soundtracket hed ligeledes Roustabout.
I filmen reagerer Charlie Rogers (Elvis Presley) på en overklassedrengs bemærkninger med denne sang. Begyndende som en stille hymne bliver tempoet pludselig forøget og sangen bliver en humoristisk social kritik, hvor overklassen latterliggøres: Han fortæller os blandt andet, at de rige sønner giver ham kløe, og at man kan være sikker på, at de bliver ledere af virksomhederne, så længe deres kære gamle far er bestyrelsesformand.
Udtrykket ”ra-ra-drenge”, der er nævnt i sangen, er amerikansk jargon, der henviser til rige studerende klædt i dyre poloshirts eller tweed-jakker på de mere eksklusive kollegier og universiteter. Udtrykket ra-ra bruges også om modetøj, hvor ra-ra (eller rah-rah) nederdele er de nederdele, der bæres af cheerleaders i gymnasier og universiteter. 
Poison Ivy League er et ordspil. Ivy League er en gruppe af prestigefyldte private universiteter i det nordøstlige USA. Poison ivy er det engelske ord for planten giftig vedbend, der vokser i USA.
Sangen er sammen med "In The Ghetto" og "If I Can Dream" stort set de eneste af Presleys sange, som har et politisk indhold.

## Besætning
Ved indspilningen af sangene i filmen deltog:
- Elvis Presley, sang
- Scotty Moore, guitar
- Barney Kessel, guitar
- Tiny Timbrell, guitar
- William (Billy) E. Strange, guitar
- Floyd Cramer, klaver
- Dudley Brooks, klaver
- Ray Siegel, bas
- Bob Moore, bas
- D.J. Fontana, trommer
- Hal Blaine, trommer
- Murrey "Buddy" Harman, trommer
- Bernie Mattinson, trommer
- Homer "Boots" Randolph, saxofon
- The Jordanaires, kor
- The Mello Men, kor